# Arkadiusz Bondarczuk
Arkadiusz Bondarczuk (ur. 20 stycznia 1917 w Zdołbunowie, zginął 27 września 1943) – starszy sierżant pilot Wojska Polskiego.

## Życiorys
Był absolwentem Szkoły Podoficerów Lotnictwa dla Małoletnich w Bydgoszczy i uczestnikiem kampanii wrześniowej 1939. Przedostał się do Wielkiej Brytanii, gdzie wstąpił do Polskich Sił Powietrznych. Otrzymał numer służbowy RAF 793159 i po przeszkoleniu został przydzielony do dywizjonu 303. W sierpniu 1942 roku został przydzielony do 306 dywizjonu myśliwskiego „Toruńskiego”. 13 marca 1943 roku został ranny w wypadku samochodowym i do maja przebywał w szpitalu.
27 września 1943 roku w samolocie Supermarine Spitfire Vc  (nr ser. EE683, znaki UZ-V) brał udział w locie osłonowym brytyjskich bombowców w ramach operacji Ramrod 250 na bombardowanie Beauvais-Tille we Francji. Jego samolot został zestrzelony przez niemiecki myśliwiec i spadł do morza. Ciała pilota nie odnaleziono. Depozyt po nim przechowywany jest w Archiwum Akt Nowych.

## Odznaczenia
- Krzyż Walecznych – dwukrotnie
- Medal Lotniczy – dwukrotnie
- Polowa Odznaka Pilota